# Příznačný motiv
Příznačný motiv neboli leitmotiv (něm.), příp. též idée fixe (fr.; nezaměňovat však s psychologickým významem tohoto spojení), je drobný, ale výrazný umělecký prvek, který se v uměleckém díle opakuje a obvykle připomíná určitou postavu, událost či věc. V hudbě to může být výrazný akord nebo krátká melodie, v literatuře myšlenka nebo prvek procházející celým literárním dílem a vzácně se pojem používá i o výtvarném umění. V přeneseném smyslu znamená leitmotiv vůdčí myšlenku určitého, například politického hnutí či programu, významné osoby a podobně.

## V hudbě
V hudební terminologii se jedná o hudební myšlenku, jejíž ztvárnění v sobě obsahuje prvky, které mají charakterizovat událost, situaci, osobní vlastnost či jiné atributy prostřednictvím specificky určeného formálního užití vyjadřovacích prostředků, tedy melodie, harmonie či rytmu.

### Klasická hudba
Příznačný motiv je z hlediska stylového typický pro programní hudbu 19. století, nicméně tento způsob práce je trvalou a nezbytnou součástí scénické či filmové hudby. Příznačný motiv se nejprve objevuje v opeře (snad u Grétryho), pracoval s ním Carl Maria von Weber, Hector Berlioz ve své Fantastické symfonii a zejména pak Richard Wagner. Ten sice pojem leitmotiv použil pouze jednou a převážně a psal o „vzpomínkových motivech“ (Erinnerungsmotive), pracoval s nimi ale ve svých operách s takovou důsledností, že i některé předměty měly svůj charakteristický motiv – nejznámějším z nich je pravděpodobně motiv meče. Příznačné motivy jsou důležité i v operách Bedřicha Smetany nebo v cyklu Má vlast.

### Filmová hudba
Příznačné motivy hrají důležitou roli také v hudbě doprovázející filmy, televizní pořady či počítačové hry. Leitmotivy se objevují již od počátků zvukového filmu. Za jedno z jejich prvních využití bývá uváděna skladba Edvarda Griega Ve sluji Krále hor, jejíž melodii si ve snímku M (1931) píská vrah, kdykoliv se chystá někoho zabít. V pozdější části filmu tento zvuk prozrazuje divákům přítomnost vraha, přestože se nevyskytuje na plátně.
Ve třicátých letech pak tuto techniku propagoval zejména skladatel Max Steiner, který ji uplatnil v hudbě k filmům King Kong (1933) nebo Gone with the Wind (1939), dodnes patřícímu mezi nejvýdělečnější filmy všech dob. Pro druhý jmenovaný film Steiner napsal 16 hlavních a téměř 300 vedlejších motivů.
Mezi nejznámější příklady patří soundtrack k sérii filmů Star Wars, jejž John Williams vystavěl právě na příznačných motivech, které se prolínají napříč všemi epizodami ságy a odrážejí vývoj postav a děje. Ikonické jsou zejména motivy pro postavy Dartha Vadera nebo Lukea Skywalkera.
Obdobně je na leitmotivech založená i hudba Howarda Shora k trilogiím Pán prstenů (2001–2003) a Hobit (2012–2014). Shore pro filmovou Středozem složil 100, resp. 160 motivů a vydal přes 13 hodin hudby (včetně alternativních verzí skladeb).
Do širšího povědomí vešly i motivy Klause Badelta a Hanse Zimmera pro Piráty z Karibiku.
Dále je využíval i Ennio Morricone nebo autoři hudby pro animované i hrané filmy Walta Disneyho.

### Muzikál
Také v muzikálu se zejména v dramatičtějších dílech objevují leitmotivy, například ve West Side Story (1957) od Leonarda Bernsteina nebo v Bídnících (1980) od autorů Claude-Michela Schönberga (hudba) a Alaina Boublila (libreto).